# Глава 2: Дитя
«Глава́ 2: Дитя́» (англ. Chapter 2: The Child) — второй эпизод первого сезона американского телесериала «Мандалорец», действие которого разворачивается в медиафраншизе «Звёздные войны». Эпизод был снят Риком Фамуйивой по сценарию шоураннера сериала Джона Фавро и выпущен на стриминговом сервисе Disney+ 15 ноября 2019 года. Педро Паскаль исполняет роль Мандалорца, одинокого охотника за головами, который берёт под свою опеку «Малыша». Эпизод был номинирован на прайм-таймовую премию «Эмми» в трёх категориях, в двух из которых одержал победу.

## Сюжет
Возвращаясь на свой корабль в компании «Малыша», Мандалорец попадает в засаду, устроенную тремя воинами-трандошанами. Один из нападавших пытается убить ребёнка, но Мандалорец останавливает его и обнаруживает датчик слежения. Вернувшись к кораблю, наёмник видит, как джавы разбирают его на части. После непродолжительной битвы джавы сбегают на Сэндкраулере и парализуют Мандалорца ионными бластерами. Он возвращается на свой корабль, с которого чужеземцы сняли корпус и оружие. С помощью Куиила он договаривается о возвращении деталей корабля в обмен на яйцо мадхорна.
Мандалорец сражается с существом с массивным рогом, но в процессе сражения лишается сил и падает в грязь. Когда зверь собирается убить воина, Младенец применяет против хищника Силу и теряет сознание, таким образом выигрывая время, чтобы Мандалорец смог вонзить нож в шею мадхорну. Он возвращается с яйцом, которое джавы вскрывают и съедают содержимое. Мандалорец и Куиил вместе ремонтируют корабль, после чего Куиил отклоняет предложение стать частью экипажа. Когда они расстаются друзьями, Мандалорец улетает в космос, а ребёнок просыпается, восстановив силы.

## Производство

### Разработка
Эпизод был снят режиссёром Риком Фамуйивой по сценарию шоураннера сериала Джона Фавро.

### Подбор актёров
В ноябре 2018 года Ник Нолти был выбран на роль Куиила. Брендан Уэйн и Латиф Кроудер указаны в титрах как дублёры Мандалорца. Митси Роузас указан как исполнитель роли Куиила на площадке. Старший джава был сыгран Стивеном Джексоном Пауэрсом-младшим. Роль «Малыша» исполняли различные постановщики.

### Музыка
Людвиг Йоранссон написал музыкальное сопровождение для эпизода. Альбом с саундтреком был выпущен 15 ноября 2019 года.
| №                   | Название            | Длительность |
| ------------------- | ------------------- | ------------ |
| 1.                  | «Walking on Mud»    | 1:38         |
| 2.                  | «Jawas Attack»      | 3:46         |
| 3.                  | «Trashed Crest»     | 2:18         |
| 4.                  | «To the Jawas»      | 1:35         |
| 5.                  | «The Egg»           | 2:54         |
| 6.                  | «The Mudhorn»       | 3:00         |
| 7.                  | «Celebration»       | 3:31         |
| 8.                  | «The Next Journey»  | 2:35         |
| Общая длительность: | Общая длительность: | 21:17        |

## Реакция
«Дитя» заслужил признание со стороны критиков. На сайте Rotten Tomatoes эпизод имеет рейтинг 92 % со средней оценкой 7.54 / 10, основанный на 39 отзывах. Консенсус сайта гласит: «Короткий, но эффектный, „Дитя“ отвечает на некоторые вопросы и продвигает историю с очаровательной простотой, сочетающей в себе удовольствие и интригу.»

### Награды
Эпизод был номинирован на прайм-таймовую премию «Эмми» в трёх категориях: «Лучшие специальные визуальные эффекты», «Лучший звук в комедийном или драматическом сериале (полчаса) и анимации» и «Лучший монтаж в однокамерном драматическом сериале». Эпизод одержал победу в первых двух номинациях.